# Large Binocular Telescope

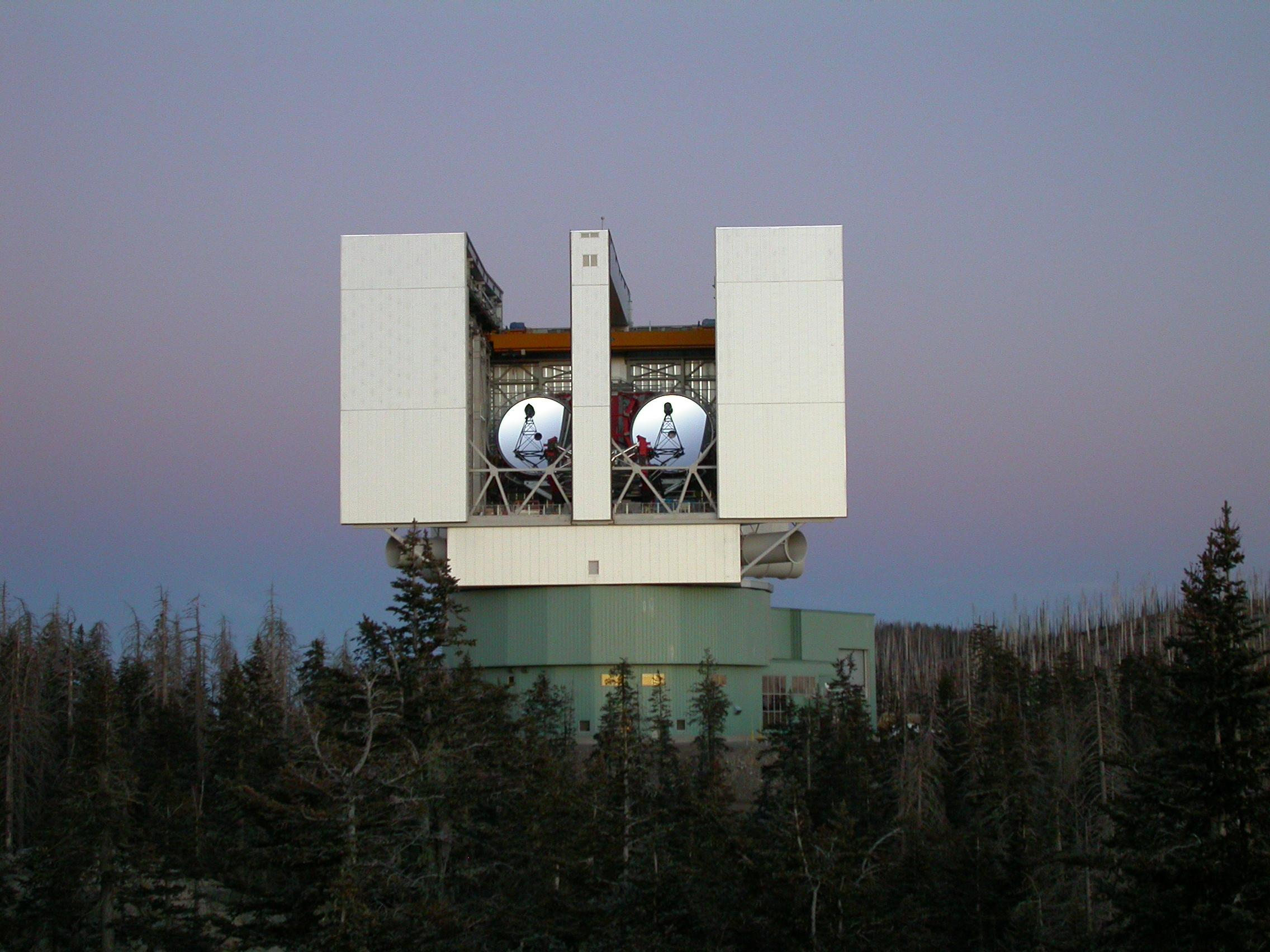
Das Large Binocular Telescope

Das Large Binocular Telescope (abgekürzt LBT, zu deutsch „großes binokulares Teleskop“) ist ein Teleskop für astronomische Beobachtungen. Es steht auf dem 3221 m hohen Mount Graham in Arizona und ist Teil des Mount Graham International Observatory. Das LBT ist das zurzeit größte optische Teleskop und verfügt über zwei 8,4 Meter große Hauptspiegel, welche die gleiche Lichtsammelleistung wie ein einzelnes 11,8 Meter großes Teleskop erreichen. Die beiden Hauptspiegel haben einen Abstand von 14,4 Metern (engl. baseline) zwischen ihren Mittelpunkten. Zudem erreicht es die optische Auflösung eines 22,8-Meter-Spiegels. Bei Testaufnahmen erreichte es eine Strehl-Zahl von 0,6 bis 0,8 (ein Wert von 1 entspräche einem perfekten Abbild). Weitere Tests ergaben Werte von 0,82 bis 0,84.
Einer der Hauptspiegel des LBT hatte am 12. Oktober 2005 sein Erstes Licht, wofür die unserer Milchstraße sehr ähnliche Spiralgalaxie NGC 891 ausgewählt wurde. Ende 2007 wurde schließlich die zweite 36-Megapixel-CCD-Kamera geliefert, so dass das Erste Licht des LBT im binokularen Betrieb erfolgen konnte.

## Gemeinschaftsprojekt dreier Staaten
Die Sternwarte wurde als Gemeinschaftsprojekt errichtet:
- 50 % USA: 25 % University of Arizona, 12,5 % Research Corporation, 12,5 % Ohio State University
- 25 % Deutschland: LBT-Beteiligungsgesellschaft (LBTB) besteht aus folgenden fünf Forschungsinstituten:
  - Max-Planck-Institut für Astronomie (MPIA), Heidelberg
  - Max-Planck-Institut für extraterrestrische Physik (MPE), Garching
  - Max-Planck-Institut für Radioastronomie (MPIfR), Bonn
  - Leibniz-Institut für Astrophysik Potsdam (AIP)
  - Landessternwarte Heidelberg-Königstuhl
- 25 % Italien: INAF

## Konzept

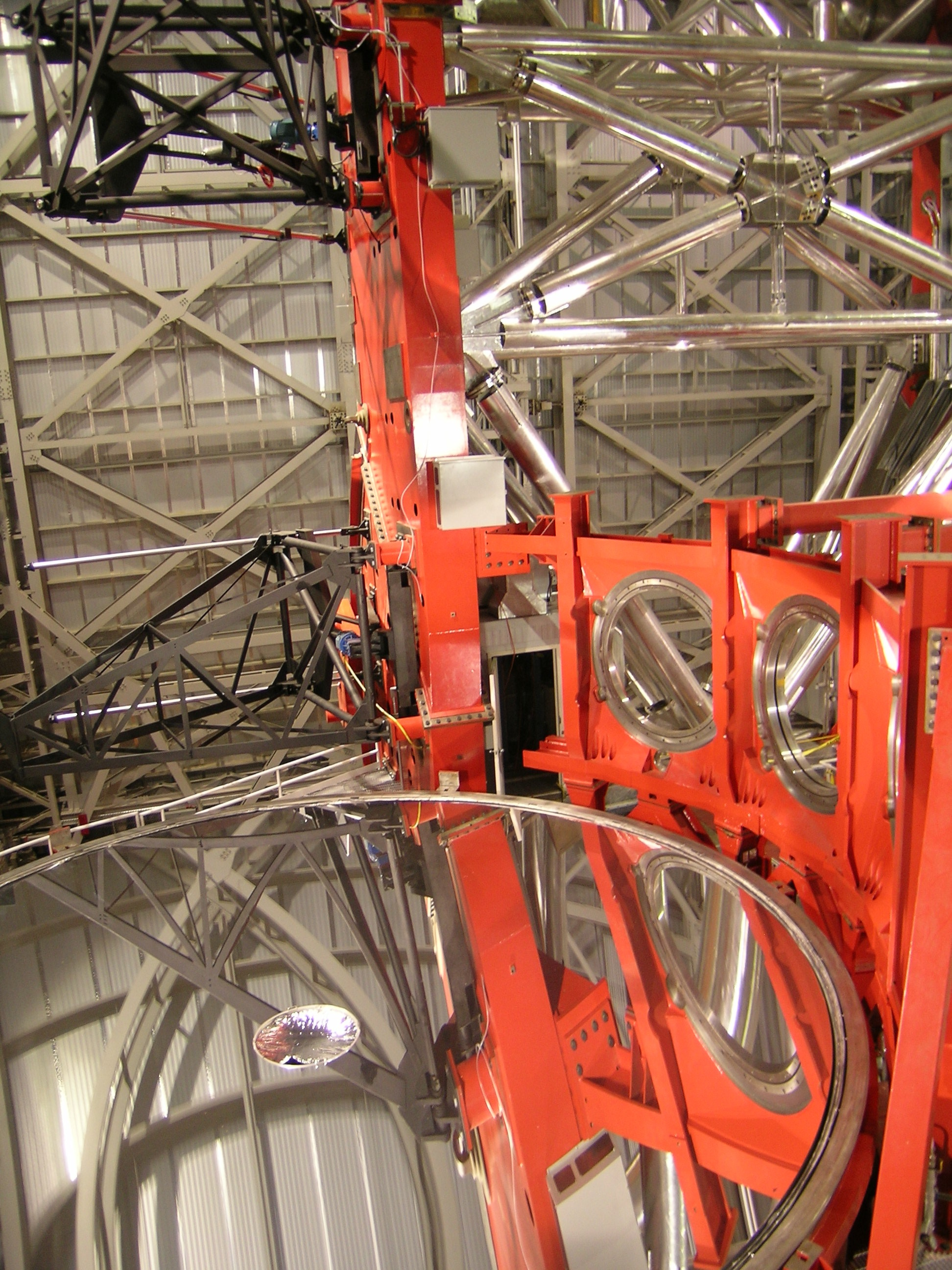
Einer der zwei Hauptspiegel in der Direktansicht

Durch die Verwendung von zwei Spiegeln (sie wiegen je rund 16 Tonnen) anstatt eines einzelnen erreicht man merkliche Vorteile:
- Das Doppelteleskop sammelt gleich viel Licht wie ein 11,8-Meter-Spiegel.
- Die optische Auflösung des LBT kann mittels Interferometrie auf die eines 22,8-Meter-Spiegels gesteigert werden, im K-Band (2,2 μm) von 60 auf 20 mas.[1] Damit wären zwei 10 cm voneinander entfernte Kerzenflammen in 1000 km Entfernung von einer Punktquelle unterscheidbar.
- Mit Hilfe von Interferometrie soll auch das Licht von Zentralsternen quasi ausgeblendet werden, um deren eventuelle Planeten direkt sichtbar zu machen[5] („Nulling-Interferometrie“).

Deutsche Astrophysiker und Kosmologen wollen in Arizona auf dem Gebiet der Sternentstehung der ersten Sterne forschen.

## Kosten, Steuerung und erste Messungen
Bau und Instrumentarium kosteten rund 100 Millionen Euro.
Die fünf deutschen Institute entwickeln die dazugehörigen astronomischen Instrumente. Die Primärfokuskameras LBC-RED und LBC-BLUE wurden vom italienischen Istituto Nazionale di Astrofisica (INAF) entwickelt. An der University of Arizona wird Hard- und Software entwickelt. Folgende Instrumente wurden für das LBT entwickelt und nacheinander am Teleskop integriert:
- LBT Utility Camera in the Infrared (LUCI)
- Large Binocular Camera (LBC-Blue & LBC-Red)
- Multi-Object Double Spectrograph (MODS)
- LBT Interferometric Camera (Linc-Nirvana)
- LBT Interferometer (LBTI)
- Potsdam Echelle Polarimetric and Spectroscopic Instrument (PEPSI)
- ARGOS (Advanced Rayleigh Guided Ground Layer Adaptive Optics System) Künstlicher Leitstern der nächsten Generation; pro Auge des LBT werden drei grüne Laser (532 nm) dazu dienen, die atmosphärischen Turbulenzen zu korrigieren.

Der erste der beiden Zwillingsspiegel wurde im Oktober 2004 montiert, der zweite folgte im Herbst 2005, nachdem er 2004/05 in Tucson durch langwieriges Polieren seine endgültige Form erhalten hatte.
Am 26. Oktober 2005 wurden die ersten Aufnahmen veröffentlicht, sie zeigen die Galaxie NGC 891 und waren bereits am 12. Oktober 2005 gemacht worden. Seit Anfang 2007 werden die ersten regulären wissenschaftlichen Beobachtungen mit dem LBT und der LBC-Blue durchgeführt. Die ersten Aufnahmen zeigen eindrucksvoll die Leistungsfähigkeit des LBT. Seit 2017 stehen alle drei Observatoriumsinstrumente (LBC, LUCI und MODS) im binokularen Modus zur Verfügung. Die Gesamtbauzeit betrug 8 Jahre.
Durch die 25-%-Beteiligung sichern sich die deutschen Astronomen auch ein Viertel der Beobachtungszeit.
Seine volle Leistungsfähigkeit erreichte das Doppelteleskop nach den nötigen Test- und Justierarbeiten etwa im Frühjahr 2008. Dies bezieht sich auf die beiden Primärfokuskameras. Alle Instrumente der ersten Generation zusammen sollen ab 2011 einsatzbereit sein. In seiner Bauweise ist es das weltgrößte optische Teleskop. Zwar gibt es Teleskope mit größeren Einzelspiegeln und auch Langbasisinterferometrie, jedoch haben bei anderen Interferometern die Spiegel keine gemeinsame Montierung.

## Instrumente
Derzeit verfügt das LBT über drei Einrichtungsinstrumente (LBC, LUCI und MODS) die den Beobachtern im monukularen und homogenen binokularen Modus zur Verfügung stehen. Heterogene Beobachtungen mit LBC auf der einen und LUCI oder MODS auf der anderen Seite ist, Stand 2019, in der Erprobung.

### LBC
Die beiden LBC Kameras sind in den Primärfoki (F/1,14) der Zwillingsspiegel montiert. Als einziges Instrument des LBT handelt es sich bei ihnen nicht um zwei identische Ausführungen desselben Instruments. Die LBC-Blue Kamera ist auf einen Wellenlängenbereich zwischen 350 nm und 650 nm optimiert und befindet sich am linken Teleskop (SX). LBC-Red ist auf einen Wellenlängenbereich zwischen 550 nm und 1000 nm optimiert und befindet sich am rechten Teleskop (DX). Die Detektoren bestehen jeweils aus vier einzelnen CCD-Chips mit je 2048 × 4608 Pixeln. Durch die Anordnung der CCD-Chips, drei vertikal und einer horizontal, ergibt sich ein nicht komplett ausgefüllter Sehwinkel von 25 × 23 Bogenminuten.

### LUCI
LUCI (ehemals LUCIFER) bildet das Nahinfrarotinstrument des Observatoriums und erlaubt sowohl bildgebende als auch spektroskopische Beobachtungen. Die beiden fast identischen Instrumente befinden sich in einem umgebogenen gregorianischen Fokus (F/15) zwischen den beiden Teleskopspiegeln. Sie erlauben Beobachtungen in einem Wellenlängenbereich zwischen 0,89 μm (LUCI1) bzw. 0,95 μm (LUCI2) und 2,44 μm. Ausgestattet sind sie mit je einem Teledyne HAWAII-2RG (H2RG) HgCdTe Detektor und 3 Kamerasystemen. Die N3.75 Kamera wird hauptsächlich für bildgebende Beobachtungen im Seeing limitierten Modus verwendet. Der Vorteil hier liegt in dem vergleichsweise großen Sehwinkel von 4 × 4 Bogenminuten. Bei spektroskopischen Beobachtungen wird die N1.8 Kamera eingesetzt. Diese liefert im Vergleich zur N3.75 ein in der Höhe verringerten Sehwinkel von 4 × 2,8 Bogenminuten. Für Beobachtungen mit adaptiver Optik wird die N30 Kamera verwendet, welche eine beugungsbegrenzten Abbildungsmaßstab von 0,015 Bogensekunden pro Pixel ermöglicht. Der Sehwinkel in diesem Modus beträgt 30 × 30 Bogensekunden.

### MODS
Die beiden MODS Instrumente befinden sich im direkten gregorianischen Fokus (F/15) unterhalb der beiden Primärspiegel des LBT. Sie werden für bildgebende und spektroskopische Beobachtungen im optischen Spektralbereich (320 nm–1100 nm) verwendet. Ein dichroitischer Strahlteiler spaltet den Lichtstrahl in zwei Strahlen auf und lenkt diese auf zwei rechteckige CCDs mit 3072 × 8196 Pixeln, die jeweils auf den blauen und roten Wellenlängenbereich optimiert sind, um. Die volle Größe der CCDs kommt in der Regel nur bei spektroskopischen Aufnahmen zum Einsatz. Im bildgebenden Modus wird das Auslesen der Detektoren auf die zentralen 2900 × 2900 Pixel (6 × 6 Bogenminuten) beschränkt.

## Wissenschaftliche Ergebnisse
Bis Ende 2018 erschienen 371 wissenschaftliche Veröffentlichungen in anerkannten Fachzeitschriften, die auf Beobachtungen des LBT basieren. Dazu gehören:
- Der erste Nachweis von Kalium in der Atmosphäre eines jupiterähnlichen Exoplaneten (HD189733b und HD209458b).[14]
- Das erste Bild von Magnetfeldern auf der Oberfläche eines anderen Sterns.[15]
- Die detaillierte Beobachtung des 200 km großen Lavasees Loki Patera auf dem Jupitermond Io.[16]

## Proteste gegen das Projekt
Apachen und Umweltschützer hatten gegen das Projekt protestiert, wodurch sich der Bau mehrfach verzögerte. Den Apachen soll der Berg heilig sein. Die Naturschützer befürchten, dass ein besonderes Ökosystem mit fünf Klimazonen geschädigt würde.